# Can Palet II
Can Palet II és un grup d'habitatges que conforma un dels barris de Terrassa, situat al districte 3 o del Sud, a l'est de Can Palet. Té una superfície de 0,07 km² i una població de 1.068 habitants el 2021.
Està limitat al nord pel carrer del Guadalquivir, al sud per l'avinguda de Santa Eulàlia, a l'est pel carrer del Miño i a l'oest per l'avinguda de les Glòries Catalanes.
Depèn de la parròquia de Sant Josep, a Can Palet. La festa major és per Sant Joan, el 23 de juny.
També aquest barri inclou un poliesportiu, què es on juga els seus partits l'Egara Futsal.

## Història
El barri fou conegut inicialment com els pisos del Guadiana, que era el nom d'un dels blocs que el conformen, juntament amb els del Guadalquivir i el Túria, i prenen aquest nom dels carrers entorn dels quals estan situats, dedicats respectivament als rius Guadiana, Guadalquivir i Túria, en una àrea de la ciutat en què els carrers tenen noms de rius de la península Ibèrica (Duero, Ebre, Miño, Ter, Xúquer, etc.). Més tard li fou donat el nom de Can Palet II, ja que el conjunt incloïa també els altres dos blocs i per la seva situació tocant a Can Palet, ja que n'és un apèndix, igual com el barri veí del Guadalhorce.
Els blocs foren construïts durant la dècada del 1970 per la promotora municipal VIMUTASA. Avui compten també amb una petita zona esportiva i els jardins de Salvador Allende, a la banda occidental del barri, tocant al carrer del Guadalhorce.